# دوریس فیتشن
دوریس فیتشن (به آلمانی: Doris Fitschen) (زادهٔ ۲۵ اکتبر ۱۹۶۸ در تسون) هافبک بازنشستهٔ فوتبال آلمان است.وی همراه با زیلویا ناید و مارتینا فوس به عنوان موفقترین بازیکن فوتبال زن آلمان به حساب می آید که دارای ۷ عنوان بین‌المللی و ۶ عنوان از جام های فدراسیون فوتبال آلمان است. فیتشن برای تیم ملی فوتبال زنان آلمان در بازی‌های المپیک تابستانی ۱۹۹۶ و بازی‌های المپیک تابستانی ۲۰۰۰ بازی کرده است.